# Estación Hito Galvarino
Hito Galvarino es una estación de la Línea 2 del Biotrén, en el subramal Concepción-Curanilahue. Se ubica en la comuna de Coronel, en la Ruta 160, cercano al sector Escuadrón. Fue inaugurada el 29 de febrero de 2016 como extensión del Biotrén, en el lugar donde estaba construida la antigua Estación Escuadrón de fines del siglo XIX.

## Historia

### Estación Escuadrón
La antigua estación de ferrocarriles Escuadrón fue un importante punto de conexión para la actividad minera en la zona. La ciudad de Coronel consideraba esta estación como parte de su patrimonio, y específicamente como un «inmueble de conservación histórica». La estación fue suprimida mediante decreto del 24 de mayo de 1976.
La Estación Escuadrón contaba con un edificio de mayores dimensiones que las restantes como Lomas Coloradas y Biobío. En la actualidad Escuadrón y Lomas Coloradas aún se mantienen en pie.

### Estación Hito Galvarino
El 29 de febrero de 2016, se construyó en el lugar de la antigua Estación Escuadrón una nueva estación, como una de las seis estaciones añadidas para la extensión del Biotrén hasta la ciudad y comuna de Coronel.
|                                                                                           |
| Fundo Escuadrón, lugar rural de la comuna de Coronel en el cual está ubicada la estación. |

|                                                                          |
| Hito a Galvarino, lugar histórico que le dio nombre a la nueva estación. |

## Tiempos de recorrido
En la actualidad, los tiempos de recorrido desde esta estación a:
- Estación Intermodal Concepción: 29 Minutos
- Estación Intermodal El Arenal: 57 Minutos (incluyendo combinación L2|L1)
- Estación Intermodal Chiguayante: 46 Minutos (incluyendo combinación L2|L1)
- Estación Intermodal Coronel: 13 Minutos
- Estación Terminal Hualqui: 63 Minutos (incluyendo combinación L2|L1)
- Estación Terminal Mercado: 61 Minutos (incluyendo combinación L2|L1)
- Estación Lomas Coloradas: 9 Minutos